# American Iron and Steel Institute
L'American Iron and Steel Institute (AISI, ou « Institut américain du fer et de l'acier » en français) est une association des producteurs nord-américains de fer et d'acier créée à New York en 1908.
L'institut est fondé sur l'American Iron Association, elle-même créée en 1855. Conçu pour promouvoir l'usage du fer et de l'acier, l'AISI mène des actions de lobbying et de promotion. Il a ouvert son premier bureau à Washington en 1966 avant d'y transférer son siège fin 1974.
L'AISI a été présent dans le domaine de la normalisation des aciers jusqu'en 1995, en association avec la SAE International depuis 1944 pour créer les normes « AISI-SAE ». Si l'AISI ne participe plus à cette activité, le terme « norme AISI » reste couramment employé, notamment pour désigner les aciers inoxydables (ex acier 316L).